# Ooievaarsbekijsvogel
De ooievaarsbekijsvogel (Pelargopsis capensis, voorheen: Halcyon capensis) is een vogelsoort uit de familie van de ijsvogels (Alcedinidae). Het dier werd in 1766 voor het eerst omschreven door Linnaeus. Er worden dertien ondersoorten onderscheiden..

## Beschrijving
De ooievaarsbekijsvogel is een grote ijsvogel, met een lengte van 35 cm. Volwassenen hebben een groene rug, blauwe vleugels en -staart en een grijs hoofd. De grote snavel en poten zijn helder rood. Het mannetje en het vrouwtje verschillen uiterlijk niet van elkaar.
De roep van deze luidruchtige ijsvogel is een lage en verreikend peer-por-por, herhaald om de ±5 seconden. Ook kakelt de vogel soms ki-ki-ki-ki-ki-ki.

## Leefwijze
Deze soort jaagt vissen, kikkers, krabben, knaagdieren en jonge vogels.

## Voortplanting
Hij graaft zijn nest in een rivieroever, in een rottende boom of bij een termietennest. Gemiddeld leggen vrouwtjes twee tot vijf ronde witte eieren.

## Verspreiding en leefgebied
De vogel leeft in de tropische gebieden van het Indische Subcontinent en Zuidoost-Azië, van India en Sri Lanka tot Indonesië. De ooievaarsbekijsvogel leeft in goed beboste gebieden, in de buurt van meren, rivieren of kusten.
- P. c. capensis: van Nepal via India tot Sri Lanka.
- P. c. osmastoni:  Andamanen.
- P. c. intermedia: Nicobaren.
- P. c. burmanica: van Myanmar tot Indochina noordelijk Malakka.
- P. c. malaccensis: centraal en zuidelijk Malakka, Riau en Lingga.
- P. c. cyanopteryx: Sumatra, Banka en Billiton.
- P. c. simalurensis: Simeulue.
- P. c. sodalis: Pulau Banyak, Nias, Batu en Mentawai-eilanden.
- P. c. innominata: Borneo.
- P. c. javana: Java.
- P. c. floresiana: van Bali tot Flores.
- P. c. gouldi: noordelijke Filipijnen.
- P. c. gigantea: centrale en zuidelijke Filipijnen.

## Status
De ooievaarsbekijsvogel heeft een enorm groot verspreidingsgebied en daardoor alleen al is de kans op uitsterven uiterst gering. De grootte van de populatie is niet gekwantificeerd, maar er is aanleiding te veronderstellen dat de soort in aantal achteruit gaat. Echter, het tempo ligt onder de 30% in tien jaar (minder dan 3,5% per jaar), daarom staat de ooievaarsbekijsvogel als niet bedreigd op de Rode Lijst van de IUCN.

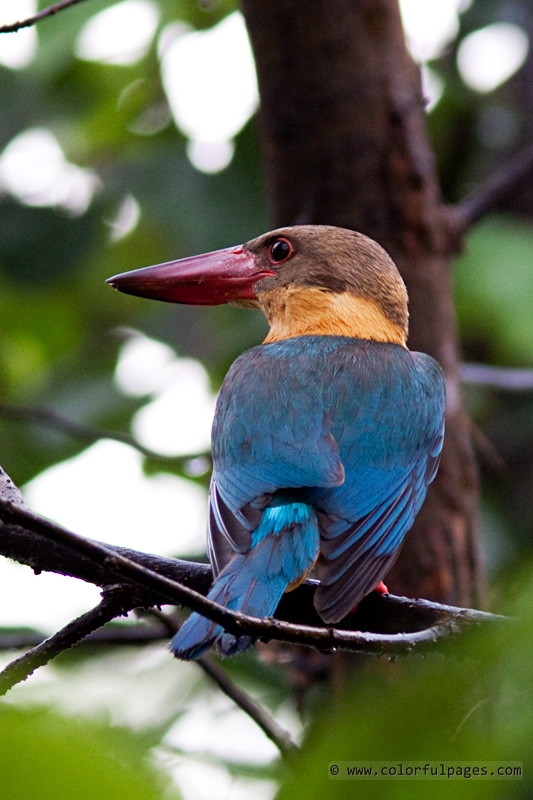
Chinese tuin, Singapore
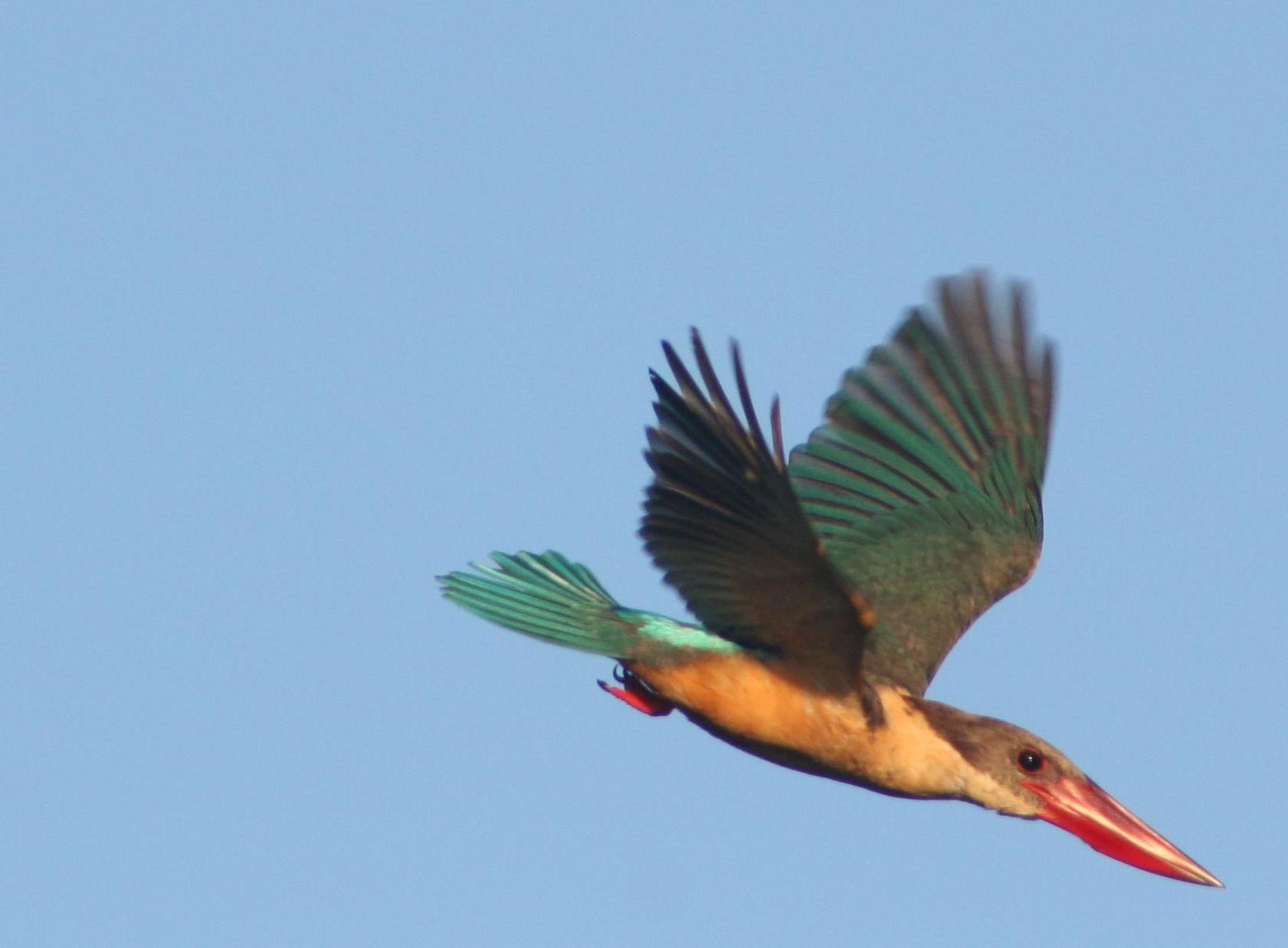
In Kerala, India.
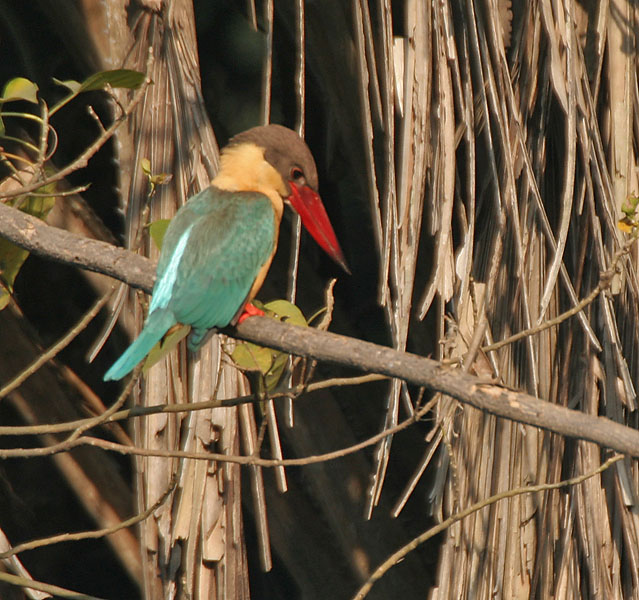
Zoekend naar een prooi (Calcutta, India).
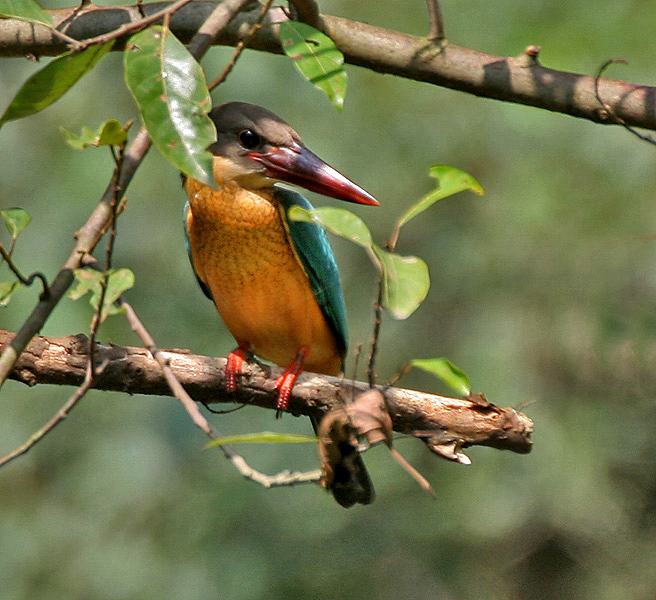
In Calcutta, India.
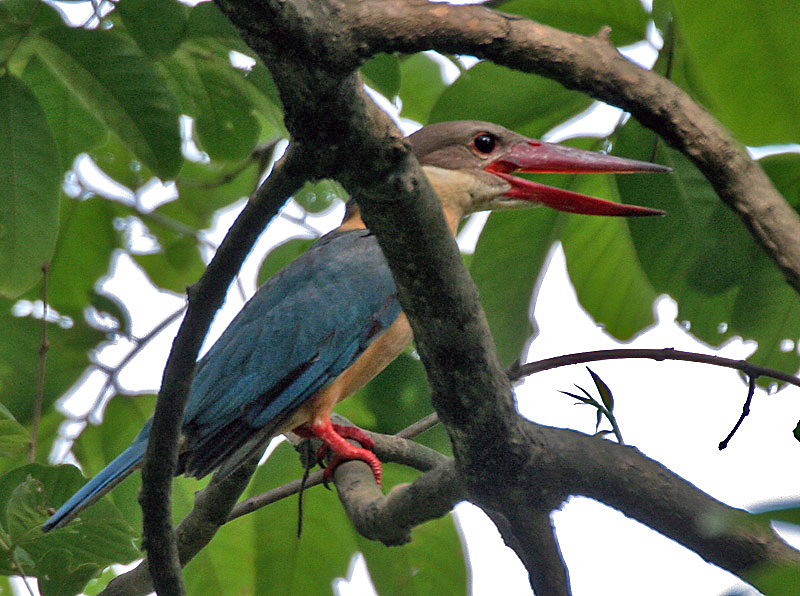
De IJsvogel doet zijn typerende roep.
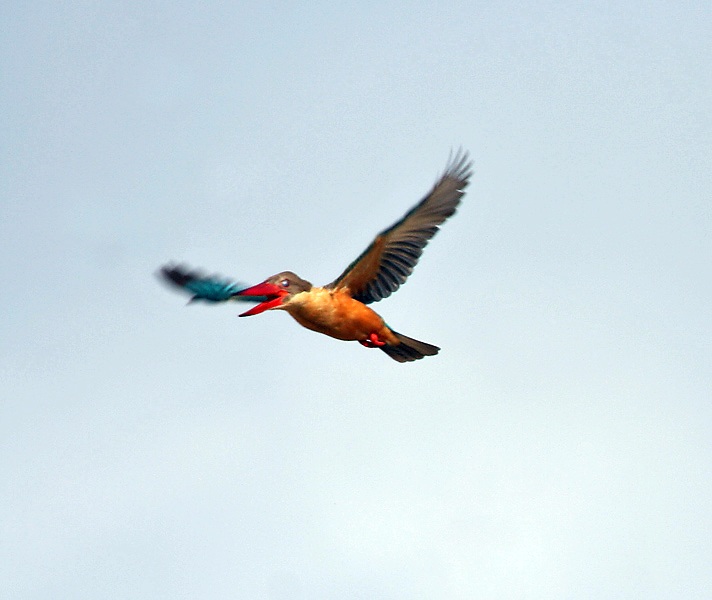
In  Calcutta, India.
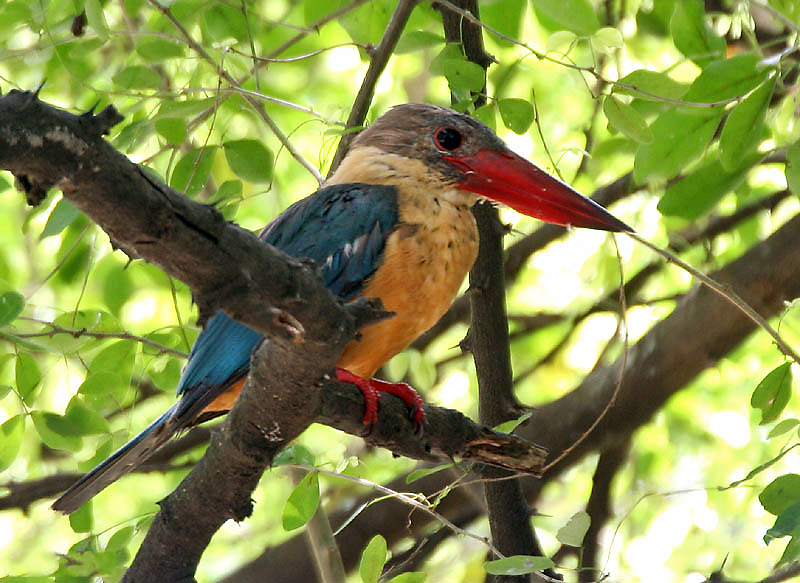
In  Calcutta, India.
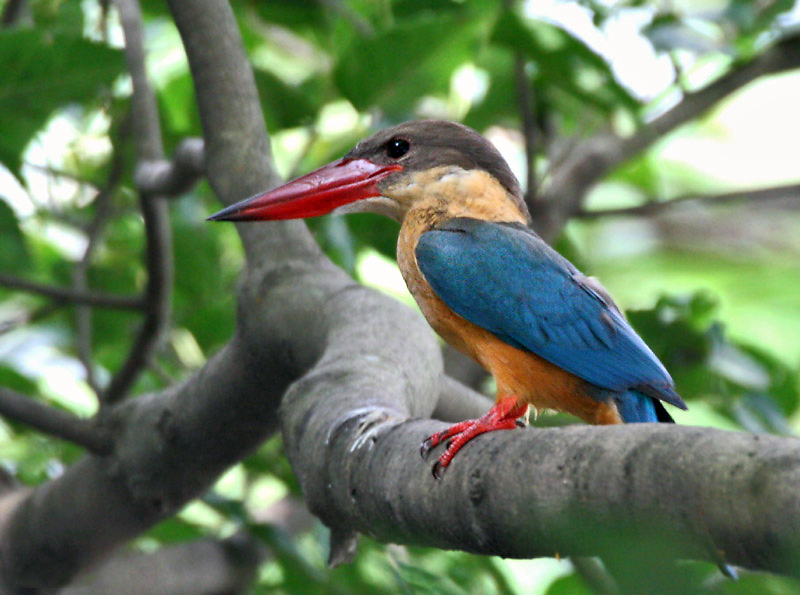
In  Calcutta, India.
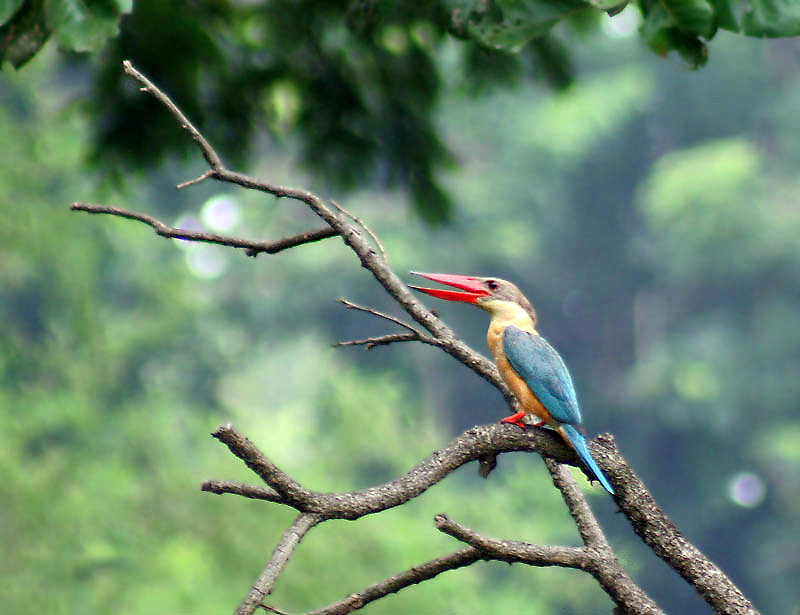
In  Calcutta, India.